# Герберт Франке
Герберт Вернер Франке (нім. Herbert Werner Franke; 14 травня 1927, Відень — 16 липня 2022, Еглінг, Баварія) — австрійський та німецький вчений-фізик, письменник-фантаст та редактор, один з найвідоміших німецькомовних прозаїків, що працюють у жанрі наукової фантастики. Також відомий у галузях футурології, спелеології, комп'ютерної графіки та цифрування. Його літературні твори - це переважно різножанрові антиутопії. За фахом фізик-теоретик.

## Життєпис
Герберт Вернер Франке народився 14 травня 1927 року в місті Відень. Батько - професор електротехніки в ТУ Відня, мати за фахом перекладач-секретарк. У віці 15 років він був призваний на військову службу (1942). Служив у «Помічники ППО» Люфтваффе. Після закінчення Другої світової війни в 1945—1950 роках вивчав фізику, математику, хімію, психологію та філософію у Віденському університеті.  В 1950 році, захистив дисертацію з електронної оптики, але в подальшому за фахом не працював. З 1950 до 1956 рік працював у відділі преси фірми Siemens в Ерлангені.  З 1957 року працював як вільний письменник. З 1973 до 1997 року він читав лекції з кібернетичної естетики («Cybernetical Aesthetic») в Мюнхенському університеті. У 1979 році Франке започаткував Ars Electronica в Лінці, Австрія. У 1979 та 1980 читав лекції «Введення до перцептивної психології» (англ. «Introduction to perception psychology») в Білефельдському університеті дизайну (англ. Bielefeld University of Design). Також у 1980 році Франке став членом німецького ПЕН-клубу й отримав звання професора.

## Літературна творчість
Ранні оповідання Франке друкувалися в 1953—1954 роках у віденській газеті «Neue Wege». Збірник із 65 мініатюрних оповідань під назвою «Зелена комета» став його першою книжковою публікацією. Перші ж книги принесли Франке репутацію майстра світового класу. Його книги перекладені багатьма мовами світу, нагороджені літературними преміями. Відома щотижнева німецька газета «Die Zeit» назвала Франке «провідним німецьким автором у жанрі наукової фантастики». Провідним фантастом ФРН називає його й Володимир Гаков.
Докладний аналіз творчості Герберта Франке провів Володимир Гаков у своїй статті «Світло в кінці тунелю» (Про «пекельну Картографію» Герберта Франке, його попередників та оточення), де показав, що творчість Герберта Франке представляє собою яскравий приклад антиутопій.
Так, роман 1962 року «Скляна пастка» є прикладом антиутопії мілітаристського типу, коли весь світ влаштований за типом військової казарми, де солдати зобов'язані неухильно підкорятися армійській дисципліні й внутрішнього розпорядку (близькими аналогами такого мілітаризованого образу світу можуть служити роман Джорджа Орвелла «1984» й, на думку Володимира Гакова, роман Роберта Гайнлайна «Зоряний десант»). Близьким за ідеєю є, написаний роком раніше, роман «Мережа думки» (нім. Das Gedankennetz), де людство живе в світі — в'язниці з суворою регламентацією й контролем не тільки дій, але й думок кожної людини з покаранням за будь-які фантазії (тут простежується явна паралель з Орвеллем та Замятіним).
У романі «Клітка для орхідей», який також вийшов у 1961 році, представлений інший тип антиутопії, коли звільнені від турбот і будь-якої роботи, розумні істоти деградували від неробства, перейшли на рослинний тип існування (подібно до того, як це відбувається у романі Олдоса Гакслі «Прекрасний новий світ»). Деякі критики (включаючи Сергія Бережного) відзначають значну схожість сюжетів цього роману та знятого тридцятьома вісьмома роками пізніше фільму «Матриця».
Роман 1970 року «Нульова зона» (нім. Zone Null, не перекладався) поєднує в собі обидва типи антиутопії: світ-казарма з солдатським розкладом життя й деградований світ загального щастя, що відокремлені один від одного величезною смугою зруйнувань. У романі «Ігрек мінус» (1976 р.) світ побудований на суворій ієрархії з придушенням невідповідних типів людей. Близьким до роману «Ігрек мінус» є роман «Зірка Іова» (1988 р., нім. Hiobs Stern, у російському перекладі — «Звезда Хиоба»), проте в ньому, в рамках протидії реальній антиутопії, виникає мрія-міф про ідеальну утопію на далекій планеті.
У романі «Вежа зі слонової кістки», опублікованому в 1965 році, представлено вже 3 типи антиутопії: механізоване пекло, замятинский — оруелівський тоталітарний світ загальної рівності та братерства й тихе, безпроблемне стагнуюче суспільство.
В оповіданні «Папа Джо» 1977 року представлена антиутопічна модель нібито ідеального суспільства.

## Комп'ютерна графіка
Герберт Франке став одним із піонерів комп'ютерної графіки та цифрового мистецтва. У 50-х — 60-х роках він експериментував зі спеціально зібраними простими аналоговими комп'ютерами, підключеними до осцилографу. Один із отриманих таким способом слайдів, був представлений у розділі «піонери» виставки Touchware'98 в Чиказькому художньому інституті.
У 1965 році викладає сучасне мистецтво та фотографію в міжнародному коледжі в Альпбахе.
У 1967 р з'являється на світ перше видання його книги «Феномен мистецтва» (нім. «Phänomen Kunst», неодноразово перевидавалося під ім'ям "Комп'ютерна естетика". Феномен мистецтва» (нім. Kybernetische Ästhetik - Phänomen Kunst). У цій книзі він представив раціональну теорію сприйняття мистецтва з точки зору когнітивних процесів.
У 1968—1969 роках веде в Франкфуртському університеті семінар «Кібернетика і теорія інформації».
У 1971 році в Мюнхенському видавництві Brückmann виходить книга Герберта Франке «Комп'ютерна графіка: комп'ютерне мистецтво» (нім. «Computergraphik — Computerkunst»), в тому ж році вона була переведена на англійську лондонським видавництвом Phaidon Press. У цій книзі Герберт описує історію й практику зародження жанру комп'ютерного живопису, не оминає він увагою й комп'ютерну анімацію, музику та поезію. Друге, виправлене і доповнене німецьке видання книги  (ISBN 0-387-15149-4), було випущено видавництвом Springer у 1985.
Його робота 1973 року «Цифровий Ейнштейн» (нім. Digitaler Einstein) — один з найбільш ранніх прикладів використання обробки зображень у цифровому мистецтві: поступовий перехід від впізнаваного портрета до повної абстракції посилюється з кожним роком, але все менше впливу Альберта Ейнштейна на наше бачення світу. Серія зображень була отримана за допомогою призначеної для медичної діагностики системи обробки зображень (отриманих шляхом сцинтиграфії) «Bildspeicher N» компанії Siemens.
З 1973 до 1997 Франке веде курс «Кібернетична естетика» (перейменований потім у «Комп'ютерну графіку») в Мюнхенському університеті
У своїй книзі 1978 року «Kunst kontra Technik» Франке обговорює ідею оптимальної щільності інформації, яка повинна бути закладена в творі мистецтва. На його думку, вона повинна бути досить велика, щоб впливати на глядача досить тривалий час, але разом з тим, не перевищувати його поріг сприйняття, надлишок інформації викликатиме роздратування, а її недолік — нудьгу.
У 1995 році виходить його книга «Wege zur Computerkunst» а у 2002;— «Animation mit Mathematica».

## Публікації

### Наукові та науково-популярні роботи
- 1958: «Магія молекул» (англ. The Magic of Molecules; нім. Magie der Moleküle)
- 1971: Додати Комп'ютерна графіка: комп'ютерне мистецтво (англ. Computer Graphics: Computer Art; нім. Computergraphik — Computerkunst)
- Phänomen Kunst, Heinz Moos Verlag, München 1967; erweiterte Auflage DuMont одна тисяча дев'ятсот сімдесят чотири — ISBN 3-7701-0725 — X; als Kybernetische Ästhetik — Phänomen Kunst erweitert im Ernst Reinhardt Verlag, München +1979. — ISBN 3-497-00889-3.
- Computergraphik — Computerkunst, Bruckmann, München 1971. — ISBN 3-7654-1412-3; erweiterte Auflage im Springer Verlag, Heidelberg, Berlin, New York 1985
- Apparative Kunst. Vom Kaleidoskop zum Computer (gemeinsam mit G. Jäger), DuMont Schauberg, Köln, München 1973 — ISBN 3-7701-0660-1.
- Ästhetische Information (gem. mit Helmar Frank[de]), I. f. Kybernetik-Verlag, Berlin, Paderborn 1997
- Animation mit Mathematica, Springer, 2002 — ISBN 3-540-42372-9.
- Wildnis unter der Erde, Brockhaus, Wiesbaden 1956
- Kunst und Konstruktion, Bruckmann 1957
- Magie der Moleküle, Brockhaus 1958
- Wohin kein Auge reicht, Brockhaus 1959
- … nichts bleibt uns als das Staunen, Wilhelm Goldmann, München 1959
- Vorstoß ins Unbegreifliche, Brockhaus 1960
- Phänomen Technik, Brockhaus 1962
- Die Sprache der Vergangenheit, Union Verlag, Stuttgart 1962
- Neuland des Wissens, Union 1964
- Der manipulierte Mensch, Brockhaus 1964
- Leuchtende Finsternis, (gem. m. A. Bögli), Kümmerli und Frey, Bern 1967
- Der Mensch stammt doch vom Affen ab, Kindler Verlag, München 1966
- Kunststoffe erobern die Welt, Spectrum Verlag, Stuttgart 1966
- Sinnbild der Chemie, Basilius Presse, Basel 1967, und Moos 1968
- Methoden der Geochronologie, Springer 1969
- Die unbewältigte Zukunft, (gem. m. E.H. Graul), Kindler 1970
- Geheimnisvolle Höhlenwelt, dva, Stuttgart 1974 — ISBN 3-421-02415-4; erweiterte Taschenbuchausgabe dva 1981 — ISBN 3-548-32042-2.
- Kunst kontra Technik, Fischer Verlag, Frankfurt 1978 — ISBN 3-596-21991-4; Neubearbeitung als Leonardo 2000, Suhrkamp Frankfurt am Main 1987 — ISBN 3-518-37851-1.
- In den Höhlen dieser Erde, Hoffmann & Campe, Hamburg 1978 — ISBN 3-455-08906-2.
- Die Atome, Ullstein, Berlin 1980 — ISBN 3-550-07914-1.
- Die Moleküle, Ullstein 1980 — ISBN 3-550-07915-X.
- Die geheime Nachricht, Umschau, Frankfurt/Main 1982 — ISBN 3-524-69034-3.
- Computergrafik-Galerie. Bilder nach Programm — Kunst im elektronischen Zeitalter, DuMont 1984 — ISBN 3-7701-1570-8.
- Siliziumwelt (gem. mit M. P. Kage), IBM Deutschland GmbH, Stuttgart 1985
- Die Welt der Mathematik (gem. m. H. Helbig), Computergrafik zwischen Wissenschaft und Kunst, VDI-Verlag, Düsseldorf 1988 — ISBN 3-18-400792-8.
- Digitale Visionen, IBM Deutschland GmbH, 1989
- Das P-Prinzip. Naturgesetze im Rechnenden Raum, Insel Verlag, Frankfurt/Main 1995 — ISBN 3-458-16656-4.
- Wege zur Computerkunst, Edition 'die Donau hinunter', Wien, St. Peter am Wimberg 1995 — ISBN 3-901233-09-1.
- 2003: Поход в подземный мир, Bruckmann, Мюнхен — ISBN 3-7654-4043-4

### Романи
- 1961: «Клітка для орхідей» нім. Der Orchideenkäfig)
- 1961: «Мережа думок» нім. Das Gedankennetz)
- 1962: «Скляна пастка»
- 1962: «Стальна пустеля»
- 1963: «Планета загублених» (нім. Planet der Verlorenen) [під псевдонімом Сергіус Бот]
- 1965: «Вежа зі слонової кістки»
- 1972: «Нульова зона» нім. Zone Null)
- 1976: «Ігрек мінус» нім. Ypsilon Minus)
- 1979: «Сіріус транзитний»
- 1980: «Школа надлюдей»
- 1982: «Смерть безсмертного» (нім. Tod eines Unsterblichen)
- 1982: «Трансплутон» (нім. Transpluto)
- 1984: «Холод Всесвіту»
- 1985: «В кінці часів» (нім. Endzeit)
- 1988: «Деа Альба» (нім. Dea Alba)) // Співавтор: Міхаель Вайссер
- 1988: «Зірка Хіоба» (нім. Hiobs Stern)
- 1990: «У центрі Чумацького Шляху» (нім. Im Zentrum der Milchstraße)
- 2004: «Сфінкс_2» (нім. Sphinx_2)
- 2005: «Кібер-сіті Зюд» (нім. Cyber City Süd)
- 2006: «Слідами янголів» (нім. Auf der Spur des Engels)
- 2007: «Політ на Марс» (нім. Flucht zum Mars)

### Навчальні видання
- 1967 Phänomen Kunst
- 1971 Computergraphik — Computerkunst
- 1973 Apparative Kunst. Vom Kaleidoskop zum Computer // Соавтор: Готфрид Егерь
- 1997 Ästhetische Information // Соавтор: Хельмар Франк
- 2002 Animation mit Mathematica

### Есе
- 1967 Чому я став фантастом…
- 1977 Fantastischer Realismus
- 1978 Ein Seitensprung zur Science Fiction
- 1982 SF im Aufwind
- 1984 Babel 333 — ein Stück experimentelles Stück der Groupe 33
- 1987 Essay über den SF-Künstler Artur Laskus
- 1999 Zur SF der DDR

Герберт Франке автор понад 150 оповідань, більшість з яких увійшли до дев'яти авторських збірок, а також низки наукових публікацій. У 1981 році він написав шість радіоп'єс. У 1974—1987 рр. був упорядником п'ятнадцяти фантастичних антологій.

## Нагороди та почесні звання
- 1976 рік. Єврокон / EuroCon (ESFS Awards) // Зала слави. Найкращий письменник. (Західна Німеччина)[7][21];
- 1985 й 1991 роки. Німецька науково-фантастична премія (найкраща новела), 1985 // Найкращий роман —> Холод Всесвіту / Die Kälte des Weltraums (1984), 1991 // Найкращий роман —> Im Zentrum der Milchstraße (1990)[7][22];
- Kurd-Laßwitz-Preis[23]: 1985 год (роман «Холод Вселенной»[24]), 1986 рік(роман «У кінці часів»[25]) та 2007 рік (роман «Auf der Spur des Engels» («Слідами ангела»)[26]);
- 1987 рік. Нагорода за комп'ютерне мистецтво німецької асоціації програмного забезпечення[15];
- 1989 р. Phantastik-Preis der Stadt Wetzlar за «Зірку Хіоба»[27];
- 1992 р. Приз Карла Теодора Фогеля за досягнення у технічній журналістиці[15][28];
- 2002 р. Dr. Benno-Wolf-Preis by VdHK (Німецька спелеологічна федерація[en]) — за заслуги у спелеології[15][29];
- 2007 р. Австрійський хрест пошани за заслуги в галузі науки і мистецтва 1 класу[15][30];
- 2007 р. Колекція проектів на честь Герберта Франке на 80-й день народження 14 травня [Архівовано 28 квітня 2016 у Wayback Machine.][15].

## Музейні колекції та виставки
- Franke [Архівовано 30 березня 2016 у Wayback Machine.] at Abteiberg Museum collection
- Franke at ZKM
- Ex machina: Frühe Computergrafik bis 1979 [Архівовано 20 жовтня 2014 у Wayback Machine.] (Kunsthalle Bremen
- Works held by the Victoria and Albert Museum [Архівовано 9 червня 2012 у Wayback Machine.]